# Document de synthèse
Les documents de synthèse sont des pièces comptables élaborées par un expert comptable. Ils se composent du bilan, du compte de résultat et de l'annexe. Bien souvent, les documents de synthèse sont renouvelés à chaque fin d'exercice comptable (généralement, l'exercice comptable dure un an). Ils apportent des informations sur la tenue des comptes ; ils démontrent les résultats de l'entreprise durant l'exercice comptable. Ils aident à la prise de décision pour les dirigeants ou pour les actionnaires.